# Stephanie Perkins
Stephanie Perkins (Carolina do Sul, Estados Unidos) é uma escritora norte americana. 

## Biografia
Stephanie Perkins é uma romancista norte americana, escritora de romances para adolescentes e bem como (segundo a autora admite em seu website) "para adultos que não têm medo de admitir que romances adolescentes são ótimos!".
Sempre trabalhou com livros: primeiro como vendedora, após como bibliotecária, até finalmente arriscar-se como romancista. 
É a autora dos livros "Anna e o Beijo Francês", "Lola e o Garoto da Casa ao Lado" e "Isla e o Felizes Para Sempre".

## Publicações[4][5]

### Anna e o Beijo Francês[6]
O romance trata sobre Anna, uma adolescente norte americana enviada contra vontade para estudar em um internato em Paris, na França, onde acaba conhecendo o jovem Étienne St Clair. Étienne tem namorada mas, juntos, ele e Anna descobrem que o sentimento que sentem um pelo outro é mais forte do que amizade.

### Lola e o Garoto da Casa ao Lado[6]
A história trata de dois adolescentes que descobrem que o amor verdadeiro tão próximo quanto nunca imaginaram. E que as imperfeições de uma pessoa é que as tornam perfeitas para alguém .

### Isla e o Final Feliz[6]
Conta a história de Isla e Josh (personagens que aparecem em Anna e o Beijo Francês). Isla é apaixonada por Josh desde que eles começaram a escola e Josh enfim começa a demonstrar interesse nela no último ano na escola francesa. 

## Obras
- Anna and the French Kiss (2010)
- Lola and the Boy Next Door (2011)
- Isla and the Happily Ever After (2014)
- There's Someone Inside Your House (2017)
- The Woods Are Always Watching (2021)